# Gran Premio Industria e Commercio di Prato 1957
Il Gran Premio Industria e Commercio di Prato 1957, dodicesima edizione della corsa, si svolse l'11 settembre 1957 su un percorso di 247 km, con partenza e arrivo a Prato. La vittoria fu appannaggio dell'italiano Silvano Ciampi, che completò il percorso in 6h46'00", alla media di 36,502 km/h, precedendo i connazionali Bruno Monti e Alessandro Fantini.

## Ordine d'arrivo (Top 10)
| Pos. | Corridore          | Squadra        | Tempo    |
| ---- | ------------------ | -------------- | -------- |
| 1    | Silvano Ciampi     | Faema-Guerra   | 6h46'00" |
| 2    | Bruno Monti        | Atala          | s.t.     |
| 3    | Alessandro Fantini | Atala          | s.t.     |
| 4    | Germano Barale     | San Pellegrino | s.t.     |
| 5    | Dino Bruni         | Bianchi        | s.t.     |
| 6    | Roberto Falaschi   | Atala          | s.t.     |
| 7    | Aurelio Cestari    | Atala          | s.t.     |
| 8    | Nello Velucchi     | Atala          | s.t.     |
| 9    | Angelo Conterno    | Bianchi        | s.t.     |
| 10   | Lino Grassi        | Legnano        | s.t.     |